# 1998-as CONCACAF-aranykupa
Az 1998-as CONCACAF-aranykupának ismét az USA adott otthont. A három rendező város Los Angeles, Miami és Oakland volt. A tornán tíz ország válogatottja vett részt, Mexikó megszerezte zsinórban harmadik bajnoki címét is.

## Csoportkör

### A csoport
| Csapat    | M | Gy | D | V | RG | KG | GK | Pont |
| --------- | - | -- | - | - | -- | -- | -- | ---- |
| Jamaica   | 3 | 2  | 1 | 0 | 5  | 2  | +3 | 7    |
| Brazília  | 3 | 1  | 2 | 0 | 5  | 1  | +4 | 5    |
| Guatemala | 3 | 0  | 2 | 1 | 3  | 4  | −1 | 2    |
| Salvador  | 3 | 0  | 1 | 2 | 0  | 6  | −6 | 1    |

| 1998. február 1. |

| Salvador | 0–0 | Guatemala |
| -------- | --- | --------- |
|          |     |           |

| Los Angeles Memorial Coliseum Nézőszám: 26 391 Játékvezető: Búdzsszajm (Arab emír) |

| 1998. február 3. |

| Jamaica | 0–0 | Brazília |
| ------- | --- | -------- |
|         |     |          |

| Miami Orange Bowl Nézőszám: 43 754 Játékvezető: Baharmast (USA) |

| 1998. február 5. |

| Brazília               | 1–1   | Guatemala   |
| ---------------------- | ----- | ----------- |
| Romario 78' (11-esből) | (0–0) | Plata 90+3' |

| Miami Orange Bowl Nézőszám: 17 842 Játékvezető: Ramdhan (Trinidad és Tobagó-i) |

| 1998. február 8. |

| Brazília                             | 4–0   | Salvador |
| ------------------------------------ | ----- | -------- |
| Edmundo 7' Romario 19' Élber 87' 89' | (2–0) |          |

| Los Angeles Memorial Coliseum Nézőszám: 55 027 Játékvezető: Badilla (Costa Ricai) |

| 1998. február 8. |

| Jamaica                   | 3–2   | Guatemala                         |
| ------------------------- | ----- | --------------------------------- |
| Hall 14' 66' Williams 55' | (1–1) | Plata 15' (11-esből) Westphal 83' |

| Los Angeles Memorial Coliseum Nézőszám: 55 017 Játékvezető: Brizio Carter (mexikói) |

| 1998. február 9. |

| Jamaica               | 2–0   | Salvador |
| --------------------- | ----- | -------- |
| Gayle 41' Simpson 62' | (1–0) |          |

| Los Angeles Memorial Coliseum Nézőszám: 5791 Játékvezető: Abdullah (maláj) |

### B csoport
| Csapat             | M | Gy | D | V | RG | KG | GK | Pont |
| ------------------ | - | -- | - | - | -- | -- | -- | ---- |
| Mexikó             | 3 | 2  | 0 | 0 | 6  | 2  | +4 | 6    |
| Trinidad és Tobago | 3 | 1  | 0 | 1 | 5  | 5  | 0  | 3    |
| Honduras           | 3 | 0  | 0 | 2 | 1  | 5  | −4 | 0    |

| 1998. február 1. |

| Trinidad és Tobago        | 3–1   | Honduras  |
| ------------------------- | ----- | --------- |
| Nixon 35' S. John 39' 70' | (2–0) | Pavón 66' |

| Oakland Coliseum, Oakland Nézőszám: 11 234 Játékvezető: Prendergast (jamaicai) |

| 1998. február 4. |

| Mexikó                                     | 4–2   | Trinidad és Tobago     |
| ------------------------------------------ | ----- | ---------------------- |
| Ramírez 37' Hernández 63' 82' Palencia 65' | (1–0) | Marcelle 59' Nixon 75' |

| Oakland Coliseum, Oakland Nézőszám: 17 256 Játékvezető: W.S. Mendonça (brazil) |

| 1998. február 7. |

| Mexikó         | 2–0   | Honduras |
| -------------- | ----- | -------- |
| Blanco 22' 86' | (1–?) |          |

| Oakland Coliseum, Oakland Nézőszám: 36 240 Játékvezető: Baharmast (USA) |

### C csoport
| Csapat           | M | Gy | D | V | RG | KG | GK | Pont |
| ---------------- | - | -- | - | - | -- | -- | -- | ---- |
| Egyesült Államok | 3 | 2  | 0 | 0 | 5  | 1  | +4 | 6    |
| Costa Rica       | 3 | 1  | 0 | 1 | 8  | 4  | +4 | 3    |
| Kuba             | 3 | 0  | 0 | 2 | 2  | 10 | −8 | 0    |

| 1998. február 1. |

| Egyesült Államok                             | 3–0   | Kuba |
| -------------------------------------------- | ----- | ---- |
| Wegerle 55' Wynalda 58' Moore 76' (11-esből) | (0–0) |      |

| Oakland Coliseum, Oakland Nézőszám: 11 234 Játékvezető: Daami (tunéziai) |

| 1998. február 4. |

| Costa Rica                                                        | 7–2   | Kuba                                        |
| ----------------------------------------------------------------- | ----- | ------------------------------------------- |
| Berry 3' Wanchope 21' 32' 64' 78' López 29' (11-esből) Meyers 44' | (5–0) | Marten-Pellicier 50' Cebranco-Rodríguez 90' |

| Oakland Coliseum, Oakland Nézőszám: 17 256 Játékvezető: Brizio Carter (mexikói) |

| 1998. február 7. |

| Egyesült Államok  | 2–1   | Costa Rica |
| ----------------- | ----- | ---------- |
| Pope 7' Preki 78' | (1–0) | Oviedo 56' |

| Oakland Coliseum, Oakland Nézőszám: 36 240 Játékvezető: Abdullah (maláj) |

## Egyenes kieséses szakasz
|  |                  |                  |           |               |   |                  |                  |       |
|  | Elődöntők        | Elődöntők        | Elődöntők |               |   | Döntő            | Döntő            | Döntő |
|  | Elődöntők        | Elődöntők        | Elődöntők |               |   | Döntő            | Döntő            | Döntő |
|  | február 10.      |                  |           |               |   |                  |                  |       |
|  |                  |                  |           |               |   |                  |                  |       |
|  | Egyesült Államok | Egyesült Államok | 1         |               |   |                  |                  |       |
|  | Egyesült Államok | Egyesült Államok | 1         | február 15.   |   |                  |                  |       |
|  | Brazília         | Brazília         | 0         |               |   |                  |                  |       |
|  | Brazília         | Brazília         | 0         |               |   | Egyesült Államok | Egyesült Államok | 0     |
|  | február 12.      |                  |           |               |   | Egyesült Államok | Egyesült Államok | 0     |
|  |                  |                  | Mexikó    | Mexikó        | 1 |                  |                  |       |
|  | Jamaica          | Jamaica          | Mexikó    | Mexikó        | 1 | 0                |                  |       |
|  | Jamaica          | Jamaica          |           |               |   |                  |                  |       |
|  | Mexikó           | Mexikó           | 1         |               |   |                  |                  |       |
|  | Mexikó           | Mexikó           | 1         | Bronzmérkőzés |   |                  |                  |       |
|  |                  |                  |           |               |   |                  |                  |       |
|  | február 15.      |                  |           |               |   |                  |                  |       |
|  |                  |                  |           |               |   |                  |                  |       |
|  | Brazília         | Brazília         | 1         |               |   |                  |                  |       |
|  | Brazília         | Brazília         | 1         |               |   |                  |                  |       |
|  | Jamaica          | Jamaica          | 0         |               |   |                  |                  |       |
|  | Jamaica          | Jamaica          | 0         |               |   |                  |                  |       |

### Elődöntők
| 1998. február 10. |

| Egyesült Államok | 1–0   | Brazília |
| ---------------- | ----- | -------- |
| Preki 65'        | (0–0) |          |

| Memorial Coliseum, Los Angeles Nézőszám: 12,298 Játékvezető: Bujszájm (Egyesült arab emírségekbeli) |

| 1998. február 12. |

| Mexikó         | 1–0 (h. u.) | Jamaica |
| -------------- | ----------- | ------- |
| Hernández 105' | (0–0)       |         |

| Memorial Coliseum, Los Angeles Nézőszám: 45,507 Játékvezető: Badilla (Costa ricai) |

### Harmadik helyért
| 1998. február 15. |

| Brazília    | 1–0   | Jamaica |
| ----------- | ----- | ------- |
| Romário 77' | (0–0) |         |

| Memorial Coliseum, Los Angeles Nézőszám: 91,255 Játékvezető: Bujszájm (Egyesült arab emírségekbeli) |

### Döntő
| 1998. február 15. |

| Egyesült Államok | 0–1   | Mexikó        |
| ---------------- | ----- | ------------- |
|                  | (0–1) | Hernández 43' |

| Memorial Coliseum, Los Angeles Nézőszám: 91,255 Játékvezető: Ramdhan (Trinidad és Tobagó-i) |

| 1998-as CONCACAF-aranykupa bajnoka: |
| ----------------------------------- |
| MEXIKÓ 6. cím                       |

## Góllövők
4 gól
- Paulo Wanchope
- Luis Hernández

3 gól
- Romario